# Championnat du monde de motocross 2020
Navigation
Édition précédente Édition suivante
Le championnat du monde de motocross 2020, organisé par la fédération internationale de motocyclisme (FIM), compte 18 Grands Prix dans les catégories MXGP et MX2 (compétitions masculines) et 5 Grands Prix dans la catégorie WMX (compétition féminine).
Initialement prévu avec vingt Grands Prix dans différents pays du monde, le promoteur InFront (ex YouthStream) a décidé, pour faire face à la pandémie de COVID-19 de réduire le nombre de Grands Prix à 18 (20 à l'origine) et rester principalement en Europe, avec parfois trois Grands Prix en une semaine sur le même circuit

## Grands Prix de la saison 2020

### MXGP et MX2
Calendrier et classement du championnat du monde masculin par épreuves et par catégories.
| Manche | Date              | Grand Prix                                        | Lieu                      | Classe | Course 1          | Course 2             | Vainqueur du Grand Prix |
| ------ | ----------------- | ------------------------------------------------- | ------------------------- | ------ | ----------------- | -------------------- | ----------------------- |
| 1      | 1er mars 2020     | Grand prix de Grande-Bretagne                     | Matterley Basin           | MXGP   | Tim Gajser        | Jeffrey Herlings     | Jeffrey Herlings        |
| 1      | 1er mars 2020     | Grand prix de Grande-Bretagne                     | Matterley Basin           | MX2    | Jago Geerts       | Tom Vialle           | Jago Geerts             |
| 2      | 8 mars 2020       | Grand prix des Pays-Bas                           | Valkenswaard              | MXGP   | Tim Gajser        | Jeffrey Herlings     | Jeffrey Herlings        |
| 2      | 8 mars 2020       | Grand prix des Pays-Bas                           | Valkenswaard              | MX2    | Jago Geerts       | Tom Vialle           | Tom Vialle              |
| 3      | 9 aout 2020       | Grand prix de Lettonie                            | Kegums                    | MXGP   | Tim Gajser        | Glenn Coldenhoff     | Glenn Coldenhoff        |
| 3      | 9 aout 2020       | Grand prix de Lettonie                            | Kegums                    | MX2    | Tom Vialle        | Jago Geerts          | Tom Vialle              |
| 4      | 12 aout 2020      | Grand prix de Riga (Lettonie)                     | Kegums                    | MXGP   | Antonio Cairoli   | Arminas Jasikonis    | Antonio Cairoli         |
| 4      | 12 aout 2020      | Grand prix de Riga (Lettonie)                     | Kegums                    | MX2    | Jago Geerts       | Jago Geerts          | Jago Geerts             |
| 5      | 16 aout 2020      | Grand prix de Kegums (Lettonie)                   | Kegums                    | MXGP   | Tim Gajser        | Jeffrey Herlings     | Jeffrey Herlings        |
| 5      | 16 aout 2020      | Grand prix de Kegums (Lettonie)                   | Kegums                    | MX2    | Tom Vialle        | Jago Geerts          | Jago Geerts             |
| 6      | 6 septembre 2020  | Grand prix d' Italie                              | Faenza                    | MXGP   | Jeffrey Herlings  | Jeffrey Herlings     | Jeffrey Herlings        |
| 6      | 6 septembre 2020  | Grand prix d' Italie                              | Faenza                    | MX2    | Jago Geerts       | Maxime Renaux        | Maxime Renaux           |
| 7      | 9 septembre 2020  | Grand prix de la Citta di Faenza (Italie)         | Faenza                    | MXGP   | Jeremy Seewer     | Tim Gajser           | Jorge Prado             |
| 7      | 9 septembre 2020  | Grand prix de la Citta di Faenza (Italie)         | Faenza                    | MX2    | Tom Vialle        | Tom Vialle           | Tom Vialle              |
| 8      | 13 septembre 2020 | Grand prix d' Emilia Romagna (Italie)             | Faenza                    | MXGP   | Jorge Prado       | Tim Gajser           | Antonio Cairoli         |
| 8      | 13 septembre 2020 | Grand prix d' Emilia Romagna (Italie)             | Faenza                    | MX2    | Jago Geerts       | Tom Vialle           | Tom Vialle              |
| 9      | 27 septembre 2020 | Grand prix de Lombardie (Italie)                  | Mantoue                   | MXGP   | Jeremy Seewer     | Tim Gajser           | Jeremy Seewer           |
| 9      | 27 septembre 2020 | Grand prix de Lombardie (Italie)                  | Mantoue                   | MX2    | Tom Vialle        | Jed Beaton           | Thomas Kjer Olsen       |
| 10     | 30 septembre 2020 | Grand prix de la Città di Mantova (Italie)        | Mantoue                   | MXGP   | Jorge Prado       | Romain Febvre        | Romain Febvre           |
| 10     | 30 septembre 2020 | Grand prix de la Città di Mantova (Italie)        | Mantoue                   | MX2    | Thomas Kjer Olsen | Tom Vialle           | Thomas Kjer Olsen       |
| 11     | 4 octobre 2020    | Grand prix d'Europe (Italie)                      | Mantoue                   | MXGP   | Tim Gajser        | Antonio Cairoli      | Tim Gajser              |
| 11     | 4 octobre 2020    | Grand prix d'Europe (Italie)                      | Mantoue                   | MX2    | Tom Vialle        | Jago Geerts          | Jago Geerts             |
| 12     | 11 octobre 2020   | Grand prix d'Espagne                              | Intu Xanadú-Arroyomolinos | MXGP   | Jorge Prado       | Jorge Prado          | Jorge Prado             |
| 12     | 11 octobre 2020   | Grand prix d'Espagne                              | Intu Xanadú-Arroyomolinos | MX2    | Tom Vialle        | Jago Geerts          | Tom Vialle              |
| 13     | 18 octobre 2020   | Monster Energy Grand prix des Flandres (Belgique) | Lommel                    | MXGP   | Gautier Paulin    | Tim Gajser           | Tim Gajser              |
| 13     | 18 octobre 2020   | Monster Energy Grand prix des Flandres (Belgique) | Lommel                    | MX2    | Ben Watson        | Jago Geerts          | Tom Vialle              |
| 14     | 21 octobre 2020   | Grand prix de Limburg (Belgique)                  | Lommel                    | MXGP   | Tim Gajser        | Jorge Prado          | Jorge Prado             |
| 14     | 21 octobre 2020   | Grand prix de Limburg (Belgique)                  | Lommel                    | MX2    | Jago Geerts       | Tom Vialle           | Tom Vialle              |
| 15     | 25 octobre 2020   | Grand prix de Lommel (Belgique)                   | Lommel                    | MXGP   | Tim Gajser        | Tim Gajser           | Tim Gajser              |
| 15     | 25 octobre 2020   | Grand prix de Lommel (Belgique)                   | Lommel                    | MX2    | Ben Watson        | Roan Van De Moosdijk | Ben Watson              |
| 16     | 1er novembre 2020 | Grand prix du Trentin (Italie)                    | Pietramurata              | MXGP   | Tim Gajser        | Antonio Cairoli      | Antonio Cairoli         |
| 16     | 1er novembre 2020 | Grand prix du Trentin (Italie)                    | Pietramurata              | MX2    | Thomas Kjer Olsen | Jago Geerts          | Jago Geerts             |
| 17     | 4 novembre 2020   | Grand prix de Pietra Murata (Italie)              | Pietra Murata             | MXGP   | Jeremy Seewer     | Tim Gajser           | Tim Gajser              |
| 17     | 4 novembre 2020   | Grand prix de Pietra Murata (Italie)              | Pietra Murata             | MX2    | Tom Vialle        | Jago Geerts          | Jago Geerts             |
| 18     | 8 novembre 2020   | Grand prix de Garda Trentino (Italie)             | Pietra Murata             | MXGP   | Romain Febvre     | Tim Gajser           | Tim Gajser              |
| 18     | 8 novembre 2020   | Grand prix de Garda Trentino (Italie)             | Pietra Murata             | MX2    | Tom Vialle        | Ben Watson           | Ben Watson              |

### WMX
Calendrier et classements du championnat du monde féminin par épreuves.
| Manche | Date              | Grand Prix                     | Lieu            | Course 1         | Course 2           | Vainqueur du Grand Prix |
| ------ | ----------------- | ------------------------------ | --------------- | ---------------- | ------------------ | ----------------------- |
| 1      | 01 Mars 2020      | Grand Prix de Grande-Bretagne  | Matterley Basin | Courtney Duncan  | Courtney Duncan    | Courtney Duncan         |
| 2      | 08 Mars 2020      | Grand Prix des Pays-Bas        | Valkenswaard    | Kiara Fontanesi  | Larissa Papenmeier | Larissa Papenmeier      |
| 3      | 27 Septembre 2020 | Grand Prix de Lombardie        | Mantoue         | Courtney Duncan  | Nancy Van de Ven   | Larissa Papenmeier      |
| 4      | 30 Septembre 2020 | Grand Prix de Citta di Mantova | Mantoue         | Nancy Van De Ven | Courtney Duncan    | Courtney Duncan         |
| 5      | 01 Novembre 2020  | Grand Prix du Trentin          | Pietramurata    | Courtney Duncan  | Nancy Van De Ven   | Courtney Duncan         |

Dernière mise à jour le 12 Octobre 2021

## Classement des pilotes

### MXGP
Le néerlandais Jeffrey Herlings (KTM) domine le début du Championnat en remportant 4 des 6 premiers GP. Mais après le premier des 3 GP de Faenza, il se blesse alors qu'il possède plus de 60 points d'avance et sa saison est terminée.
A l'issue du triple GP de Faenza, l'italien Antonio Cairoli (KTM) prend la tête du Championnat brièvement avec 7 points d'avance sur le champion du Monde en titre slovène Tim Gajser (Honda) mais ce dernier prend la tête au GP suivant à Mantoue pour ne plus l'abandonner, remportant 5 GP dans la seconde partie de la saison.
Le suisse Jeremy Seewer (Yamaha), très régulier bien qu'il ne remporte qu'un GP, est vice-champion et Cairoli complète le podium final.
Les français Romain Febvre (Yamaha) et Gautier Paulin (Yamaha) terminent 4ème et 5ème, Febvre ayant manqué les 2 premiers GP.
| Pos. | Pilote              | Pays            | Constructeur | Points | Nombre de Victoires de GP | Nombre de Podiums de GP | Nombre de victoire de manches |
| ---- | ------------------- | --------------- | ------------ | ------ | ------------------------- | ----------------------- | ----------------------------- |
| 1    | Tim Gajser          | Slovénie        | Honda        | 720    | 5                         | 14                      | 15                            |
| 2    | Jeremy Seewer       | Suisse          | Yamaha       | 618    | 1                         | 6                       | 3                             |
| 3    | Antonio Cairoli     | Italie          | KTM          | 599    | 3                         | 7                       | 2                             |
| 4    | Romain Febvre       | France          | Kawasaki     | 572    | 1                         | 6                       | 2                             |
| 5    | Gautier Paulin      | France          | Yamaha       | 467    |                           | 2                       | 1                             |
| 6    | Jorge Prado         | Espagne         | KTM          | 505    | 3                         | 8                       | 5                             |
| 7    | Clément Desalle     | Belgique        | Kawasaki     | 466    |                           | 1                       | 1                             |
| 8    | Glenn Coldenhoff    | Pays-Bas        | Gas Gas      | 375    | 1                         | 3                       | 1                             |
| 9    | Jeremy Van Horebeek | Belgique        | Honda        | 316    |                           |                         |                               |
| 10   | Brian Bogers        | Pays-Bas        | KTM          | 298    |                           |                         |                               |
| 11   | Jordi Tixier        | France          | KTM          | 271    |                           |                         |                               |
| 12   | Jeffrey Herlings    | Pays-Bas        | KTM          | 263    | 4                         | 5                       | 5                             |
| 13   | Arminas Jasikonis   | Lituanie        | Husqvarna    | 248    |                           | 2                       | 1                             |
| 14   | Mitchell Evans      | Australie       | Honda        | 228    |                           |                         |                               |
| 15   | Ivo Monticelli      | Italie          | Gas Gas      | 219    |                           |                         |                               |
| 16   | Calvin Vlaanderen   | Pays-Bas        | Yamaha       | 206    |                           |                         |                               |
| 17   | Arnaud Tonus        | Suisse          | Yamaha       | 184    |                           |                         |                               |
| 18   | Alessandro Lupino   | Italie          | Yamaha       | 150    |                           |                         |                               |
| 19   | Henry Jacobi        | Allemagne       | Yamaha       | 134    |                           |                         |                               |
| 20   | Michele Cervellin   | Italie          | Yamaha       | 130    |                           |                         |                               |
| 21   | Brent Van Doninck   | Italie          | Husqvarna    | 110    |                           |                         |                               |
| 22   | Evgueni Bobryshev   | Russie          | Husqvarna    | 107    |                           |                         |                               |
| 23   | Tanel Leok          | Estonie         | Husqvarna    | 94     |                           |                         |                               |
| 24   | Valentin Guillod    | Suisse          | Honda        | 88     |                           |                         |                               |
| 25   | Dylan Walsh         | Grande-Bretagne | Honda        | 82     |                           |                         |                               |
| 26   | Petar Petrov        | Bulgarie        | KTM          | 81     |                           |                         |                               |
| 27   | Adam Sterry         | Grande-Bretagne | KTM          | 76     |                           |                         |                               |
| 28   | Benoît Paturel      | France          | Honda        | 67     |                           |                         |                               |
| 29   | José Butron         | Espagne         | KTM          | 36     |                           |                         |                               |
| 30   | Shaun Simpson       | Grande-Bretagne | KTM          | 31     |                           |                         |                               |

Dernière mise à jour le 12 Octobre 2021

### MX2
Premier titre mondial pour le français Tom Vialle, devenu leader chez KTM après la montée de Jorge Prado en MXGP. Il remporte 7 GP et prend la tête du Championnat dès la seconde épreuve. Il devance de 90 points le belge Jago Geerts (Yamaha), vainqueur de 6 GP, mais trop irrégulier dans ses résultats en commettant beaucoup d'erreurs.
Le podium est complété par le français Maxime Renaux (Yamaha), vainqueur de son premier GP. Du côté des autres tricolores, Stephen Rubini             (Honda) termine 10ème et Mathys Boisramé (Kawasaki), qui monte à deux reprises sur le podium, est 13ème.
| Pos. | Pilote               | Pays            | Constructeur | Points | Nombre de Victoires de GP | Nombre de Podiums de GP | Nombre de victoires de manches |
| ---- | -------------------- | --------------- | ------------ | ------ | ------------------------- | ----------------------- | ------------------------------ |
| 1    | Tom Vialle           | France          | KTM          | 759    | 7                         | 14                      | 14                             |
| 2    | Jago Geerts          | Belgique        | Yamaha       | 679    | 6                         | 12                      | 14                             |
| 3    | Maxime Renaux        | France          | Yamaha       | 581    | 1                         | 5                       | 1                              |
| 4    | Jed Beaton           | Australie       | Husqvarna    | 564    |                           | 3                       | 1                              |
| 5    | Ben Watson           | Grande-Bretagne | Yamaha       | 551    | 2                         | 6                       | 3                              |
| 6    | Thomas Kjer Olsen    | Danemark        | Husqvarna    | 540    | 2                         | 6                       | 2                              |
| 7    | Roan Van De Moosdijk | Pays-Bas        | Kawasaki     | 466    |                           | 5                       | 1                              |
| 8    | Conrad Mewse         | Grande-Bretagne | KTM          | 365    |                           |                         |                                |
| 9    | Ruben Fernandez      | Espagne         | Yamaha       | 343    |                           |                         |                                |
| 10   | Stephen Rubini       | France          | Honda        | 279    |                           |                         |                                |
| 11   | Alvin Östlund        | Suède           | Honda        | 263    |                           |                         |                                |
| 12   | Isak Gifting         | Suède           | Gas Gas      | 248    |                           |                         |                                |
| 13   | Mathys Boisrame      | France          | Kawasaki     | 234    |                           | 2                       |                                |
| 14   | Bailey Malkiewicz    | Australie       | Honda        | 164    |                           |                         |                                |
| 15   | Bas Vaessen          | Pays-Bas        | KTM          | 163    |                           |                         |                                |
| 16   | Alberto Forato       | Italie          | Husqvarna    | 156    |                           |                         |                                |
| 17   | Morgan Lesiardo      | Italie          | Honda        | 143    |                           |                         |                                |
| 18   | Kevin Horgmo         | Norvège         | KTM          | 137    |                           |                         |                                |
| 19   | Mikkel Haarup        | Danemark        | Kawasaki     | 118    |                           | 1                       |                                |
| 20   | Jan Pancar           | Slovénie        | KTM          | 115    |                           |                         |                                |
| 21   | Josh Gilbert         | Grande-Bretagne | Husqvarna    | 112    |                           |                         |                                |
| 22   | Nathan Renkens       | Belgique        | KTM          | 103    |                           |                         |                                |
| 23   | Nathan Crawford      | Australie       | Honda        | 91     |                           |                         |                                |
| 24   | Thibault Benistant   | France          | Yamaha       | 90     |                           |                         |                                |
| 25   | Cyril Genot          | Belgique        | Yamaha       | 85     |                           |                         |                                |
| 26   | René Hofer           | Autriche        | KTM          | 73     |                           |                         |                                |
| 27   | Richard Sikyna       | Slovaquie       | KTM          | 72     |                           |                         |                                |
| 28   | Michael Sandner      | Autriche        | Gas Gas      | 67     |                           |                         |                                |
| 29   | Mattia Guadagnigni   | Italie          | Husqvarna    | 62     |                           |                         |                                |
| 30   | Simon Laengenfelder  | Allemagne       | Gas Gas      | 59     |                           |                         |                                |

Dernière mise à jour le 12 octobre 2021

### WMX
Incroyable scénario dans le championnat féminin avec 2 pilotes qui finissent avec le même nombre de points, départagées au nombre de victoires de manches !
La championne en titre, la néo-zélandaise Courtney Duncan (Kawasaki) mène le championnat pendant les 2 premiers GP. Mais son abandon en seconde manche à Mantoue offre un second GP consécutif et la plaque de leader à l'allemande Larissa Papenmeier (Yamaha).
Puis, lors de l'avant dernier GP, c'est au tour de Nancy Van De Ven (Yamaha) de devenir leader avec 4 points d'avance sur Duncan et 6 sur Papenmeier.
À Pietra Murata, pour la finale du championnat, Van De Ven a beau remporter la dernière manche, le succès en première manche de Duncan associé à sa 3ème place ensuite lui permet de remporter le GP et le titre au nombre de victoires de manches (5 contre 3 à la hollandaise). Papenmeier complète le podium final à seulement 7 petits points...
| Pos. | Pilote                 | Pays             | Constructeur | Points | Nombre de Victoires de GP | Nombre de Podiums de GP | Nombre de victoires de manches |
| ---- | ---------------------- | ---------------- | ------------ | ------ | ------------------------- | ----------------------- | ------------------------------ |
| 1    | Courtney Duncan        | Nouvelle-Zélande | Kawasaki     | 207    | 3                         | 3                       | 5                              |
| 2    | Nancy Van De Ven       | Pays-Bas         | Yamaha       | 207    |                           | 4                       | 3                              |
| 3    | Larissa Papenmeier     | Allemagne        | Yamaha       | 200    | 2                         | 4                       | 1                              |
| 4    | Kiara Fontanesi        | Italie           | KTM          | 193    |                           | 4                       | 1                              |
| 5    | Lynn Valk              | Pays-Bas         | Yamaha       | 164    |                           |                         |                                |
| 6    | Shana Van Der Vlist    | Pays-Bas         | KTM          | 135    |                           |                         |                                |
| 7    | Sara Andersen          | Danemark         | KTM          | 121    |                           |                         |                                |
| 8    | Line Dam               | Danemark         | Yamaha       | 114    |                           |                         |                                |
| 9    | Anne Borchers          | Allemagne        | Suzuki       | 94     |                           |                         |                                |
| 10   | Talhia Jade O'Hare     | Australie        | KTM          | 91     |                           |                         |                                |
| 11   | Jamie Astudillo        | États-Unis       | KTM          | 77     |                           |                         |                                |
| 12   | Malou Jakobsen         | Danemark         | KTM          | 54     |                           |                         |                                |
| 13   | Francesca Nocera       | Italie           | Yamaha       | 49     |                           |                         |                                |
| 14   | Amandine Verstappen    | Belgique         | Kawasaki     | 46     |                           |                         |                                |
| 15   | Mathilde Martinez      | France           | KTM          | 39     |                           |                         |                                |
| 16   | Britt Jans-Beken       | Pays-Bas         | KTM          | 35     |                           |                         |                                |
| 17   | Sandra Keller          | Suisse           | KTM          | 32     |                           |                         |                                |
| 18   | Emelie Dahl            | Suède            | Yamaha       | 32     |                           |                         |                                |
| 19   | Britt Van Der Werff    | Pays-Bas         | Suzuki       | 31     |                           |                         |                                |
| 20   | Avrie Berry            | États-Unis       | KTM          | 31     |                           |                         |                                |
| 21   | Elena Kapsamer         | Autriche         | KTM          | 26     |                           |                         |                                |
| 22   | Elisa Galvagno         | Italie           | Yamaha       | 25     |                           |                         |                                |
| 23   | Virginie Germond       | Suisse           | KTM          | 25     |                           |                         |                                |
| 24   | Jordan Jarvis          | États-Unis       | Kawasaki     | 22     |                           |                         |                                |
| 25   | Kim Irmgartz           | Allemagne        | Honda        | 21     |                           |                         |                                |
| 26   | Fiona Hoppe            | Allemagne        | Husqvarna    | 21     |                           |                         |                                |
| 27   | Gabriela Seisdedos     | Espagne          | Kawasaki     | 19     |                           |                         |                                |
| 28   | Alicia Reitze          | Allemagne        | Yamaha       | 15     |                           |                         |                                |
| 29   | Janina Lehmann         | Allemagne        | Yamaha       | 14     |                           |                         |                                |
| 30   | Stephanie Stoutjesdijk | Pays-Bas         | Husqvarna    | 13     |                           |                         |                                |

Dernière mise à jour le 12 Octobre 2021

## Classement des constructeurs

### MXGP
Classement du championnat du monde de motocross par constructeurs dans la catégorie MXGP.
| Pos. | Constructeur | Pays     | Points |
| ---- | ------------ | -------- | ------ |
| 1    | KTM          | Autriche | 764    |
| 2    | Honda        | Japon    | 757    |
| 3    | Yamaha       | Japon    | 690    |
| 4    | Kawasaki     | Japon    | 661    |
| 5    | Gas Gas      | Espagne  | 486    |
| 6    | Husqvarna    | Suède    | 383    |

Dernière mise à jour le 10 novembre 2020

### MX2
Classement du championnat du monde de motocross par constructeurs dans la catégorie MX2.
| Pos. | Constructeur | Pays     | Points |
| ---- | ------------ | -------- | ------ |
| 1    | Yamaha       | Japon    | 810    |
| 2    | KTM          | Autriche | 786    |
| 3    | Husqvarna    | Suède    | 655    |
| 4    | Kawasaki     | Japon    | 561    |
| 5    | Honda        | Japon    | 411    |
| 6    | Gas Gas      | Espagne  | 343    |

Dernière mise à jour le 10 novembre 2020

### WMX
Classement du championnat du monde de motocross par constructeurs dans la catégorie WMX.
| Pos. | Constructeur | Pays     | Points |
| ---- | ------------ | -------- | ------ |
| 1    | Yamaha       | Japon    | 230    |
| 2    | Kawasaki     | Japon    | 207    |
| 3    | KTM          | Autriche | 200    |
| 4    | Suzuki       | Japon    | 99     |
| 5    | Husqvarna    | Suède    | 29     |
| 6    | Honda        | Japon    | 21     |

Dernière mise à jour le 10 novembre 2020